# Krasnogórka (sielsowiet Plusy)
Krasnogórka (biał. Краснагорка; ros. Красногорка) – wieś na Białorusi, w obwodzie witebskim, w rejonie brasławskim, w sielsowiecie Plusy.

## Historia
W czasach zaborów ówczesna wieś leżała w granicach Imperium Rosyjskiego. Siedziba zarządu gminy włościańskiej Krasnogórka. Mieściła się tu także cerkiew prawosławna.
W latach 1921–1945 kolonia leżała w Polsce, w województwie nowogródzkim (od 1926 w województwie wileńskim), w powiecie brasławskim, w gminie Plusy.
Według Powszechnego Spisu Ludności z 1921 roku zamieszkiwało tu 169 osób, 7 było wyznania rzymskokatolickiego, 1 prawosławnego, 1 ewangelickiego, 155 staroobrzędowego a 5 mojżeszowego. Jednocześnie 12 mieszkańców zadeklarowały polską przynależność narodową a 157 białoruskiego. Było tu 27 budynków mieszkalnych. W 1931 w 27 domach zamieszkiwało 206 osób.
Wierni należeli do parafii rzymskokatolickiej w Plusach. Miejscowość podlegała pod Sąd Grodzki w Brasławiu i Okręgowy w Wilnie; właściwy urząd pocztowy mieścił się w Plusach.
W wyniku napaści ZSRR na Polskę we wrześniu 1939 miejscowość znalazła się pod okupacją sowiecką. Od czerwca 1941 roku pod okupacją niemiecką. W 1944 miejscowość została ponownie zajęta przez wojska sowieckie i włączona do Białoruskiej SRR.
Od 1991 w składzie niepodległej Białorusi.